# (9597) 1991 UF
1991 يو أف (ويعرف أيضًا باسم (9597) 1991 يو أف وفق تسمية الكوكب الصغير) (بالإنجليزية: 1991 UF)‏ هو كويكب ضمن حزام الكويكبات؛ وترتيبه 9597 من حيث الاكتشاف.
اكتُشف هذا الجُرم الفلكي بواسطة هيروشي كانيدا في 18 أكتوبر 1991.

## وصلات خارجية
- (9597) 1991 UF في قاعدة بيانات مختبر الدفع النفاث لأجرام النظام الشمسي الصغيرة

- الاكتشاف · مخطط المدار ·  العناصر المدارية · المعلمات المادية

- (9597) 1991 UF على موقع ويكي سكاي: DSS2, SDSS, GALEX, IRAS, Hydrogen α, X-Ray, Astrophoto, Sky Map, Articles and images